# Square Bolivar
Square Bolivar är en gata i Quartier du Combat i Paris nittonde arrondissement. Gatan är uppkallad efter den sydamerikanske generalen och politikern Simón Bolívar (1783–1830). Square Bolivar börjar vid Avenue Simon-Bolivar 36 och slutar vid Rue Clavel 25 bis.

## Bilder
| - Gatuskylt. - Square Bolivar. - Square Bolivar. |

## Omgivningar
- Saint-Georges de la Villette
- Notre-Dame-de-l'Assomption des Buttes-Chaumont
- Parc des Buttes-Chaumont
- Villa du Parc

## Kommunikationer
- Tunnelbana – linje  Pyrénées

### Webbkällor
- ”Square Bolivar”. Mairie de Paris. https://web.archive.org/web/20160303170739/http://www.v2asp.paris.fr/commun/v2asp/v2/nomenclature_voies/Voieactu/1091.nom.htm. Läst 8 oktober 2022.
- ”Square Bolivar (19ème arrondissement)”. Les rues de Paris. https://web.archive.org/web/20180102140958/http://www.parisrues.com/rues19/paris-19-square-bolivar.html. Läst 8 oktober 2022.